# Il confine (album)
Il Confine è il quarto album del gruppo musicale folk metal italiano Folkstone, uscito a marzo del 2012.

## Tracce
1. Il confine – 5:01
2. Nebbie – 3:37
3. Omnia Fert Aetas – 4:44
4. Non sarò mai – 4:15
5. Luna – 5:08
6. Anomalus – 3:28
7. Storia qualunque – 3:51
8. Frammenti – 4:36
9. Lontano dal niente – 4:43
10. Ombre di silenzio – 4:51
11. Simone Pianetti – 4:19
12. C'è un re (Nomadi cover) – 3:01
13. Grigie maree – 4:16